# Сент-Аман-лез-О-Правый берег
Сент-Ама́н-лез-О-Правый берег (фр. Saint-Amand-les-Eaux-Rive droite) — упраздненный кантон во Франции, регион Нор — Па-де-Кале, департамент Нор. Отделялся от кантона Сент-Аман-лез-О-Левый берег рекой Скарп. Входил в состав округа Валансьен.
В состав кантона входили коммуны (население по данным Национального института статистики за 2011 г.):
- Анон (3 818 чел.)
- Брюй-Сент-Аман (1 653 чел.)
- Мортань-дю-Нор (1 612 чел.)
- Рем (12 687 чел.)
- Сент-Аман-лез-О (8 861 чел.) (районы на правом берегу реки Скарп)
- Флин-ле-Мортань (1 647 чел.)
- Шато-л'Аббе (873 чел.)

## Экономика
Структура занятости населения (без учета города Сент-Аман-лез-О):
- сельское хозяйство — 1,3 %
- промышленность — 21,8 %
- строительство — 10,9 %
- торговля, транспорт и сфера услуг — 28,9 %
- государственные и муниципальные службы — 37,1 %

Уровень безработицы (2011) - 18,3 % (Франция в целом - 12,8 %, департамент Нор - 16,3 %). 

Среднегодовой доход на 1 человека, евро (2011) - 19 178 (Франция в целом - 25 140, департамент Нор - 22 405).

## Политика
Жители кантона придерживаются преимущественно левых взглядов. На президентских выборах 2012 г. они отдали в 1-м туре 26,6 % голосов Марин Ле Пен против 24,0 % у Франсуа Олланда и 19,6 % у Николя Саркози, во 2-м туре в кантоне победил Олланд, получивший 56,6 % голосов (2007 г. 1 тур: Саркози - 24,8 %, Сеголен Руаяль - 21,8 %; 2 тур: Руаяль - 52,8 %). На выборах в Национальное собрание в 2012 г. по 20-му избирательному округу департамента Нор жители кантона поддержали действующего депутата, кандидата Коммунистической партии Алена Боке, набравшего 54,9 % голосов в 1-м туре и 71,2 % - во 2-м туре. (2007 г. Ален Боке (ФКП): 1-й тур: - 58,1 %, 2-й тур - 75,2 %). На региональных выборах 2010 года в 1-м туре с большим преимуществом победил список коммунистов, набравший 53,1 % голосов против 13,4 % у списков «правых» и Национального фронта, и 8,0 % у социалистов. Во 2-м туре единый «левый список» с участием социалистов, коммунистов и «зелёных» во главе с Президентом регионального совета Нор-Па-де-Кале Даниэлем Першероном получил 58,5 % голосов, «правый» список во главе с сенатором Валери Летар занял второе место с 21,4 %, а Национальный фронт Марин Ле Пен с 20,1 % финишировал третьим.
|  | Кандидат      | Партия                  | % голосов |
|  | ------------- | ----------------------- | --------- |
|  | Эмерик Робен  | Коммунистическая партия | 70,11     |
|  | Мишель Картон | Национальный фронт      | 29,89     |